# 永盛公園
25°03′33″N 121°31′29″E / 25.0592421°N 121.5247468°E
永盛公園，是台灣台北市中山區聚盛里的一座公園，介於中山北路二段93巷與民生東路一段23巷之間，面積約1200坪。在臺北市政府建地下停車場並整修公園時，地方民代及頭人提議建構為文化公園，並組成文化公園主題規畫委員會，進行各項動、植物生態文化調查:161 。

## 設立沿革

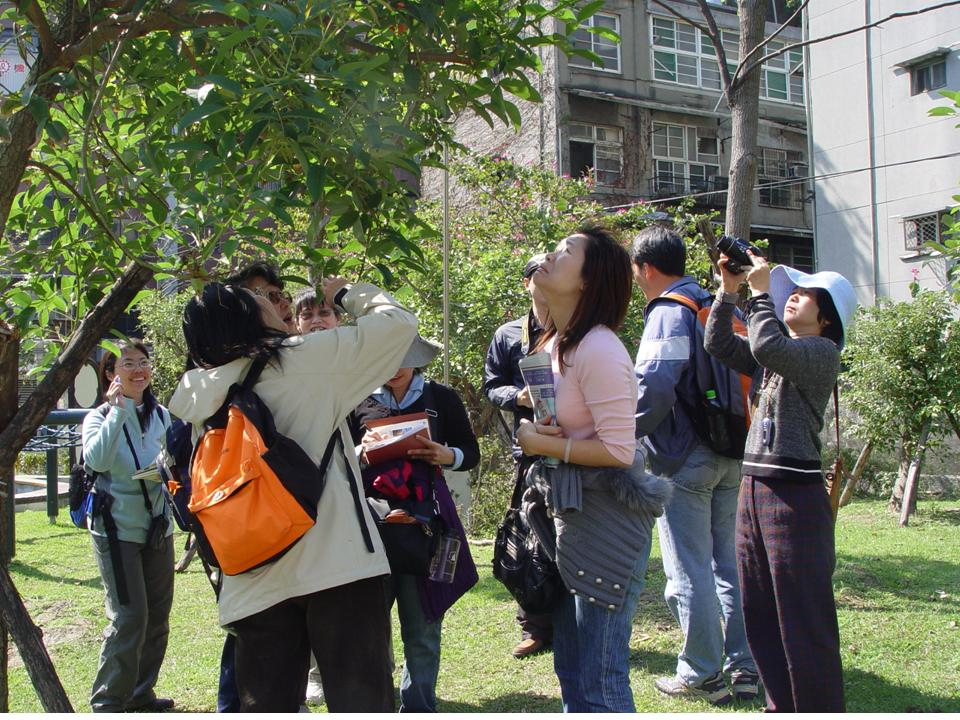
調查老師並解說予來賓了解。

永盛公園位於中山區聚盛里，介於中山北路二段93巷與民生東路一段23巷之間。輪廓略成五角形，內有休憩涼亭、花廊及樹蔭茂密，並設有兒童遊戲區。2002年時，此公園配合台北市政府停車管理處計畫興建地下停車場，地上設施也進行改造。改造後，主題規劃委員會曾聯繫中華大自然教育推廣協會對園內植栽及物種進行長期調查，之後設置30餘處植物解說牌:161。

## 公園設施

### 共融式遊戲場
2018年因臺北市文化局執行「公園不再大眾臉」計畫，永盛公園由劉佳豪設計名為「都市跳島」的共融式遊戲場。內含「旋轉星球」和「搖擺大地」兩座遊樂器材，需要眾人合力以身體互動，才會出現旋轉或擺動。

### 地下停車場
永盛公園地下停車場設有立體式小型車及機車停車格，汽車以計時收費、機車以計次收費，另有發行月票。

## 園內物種
永盛公園在2005年12月至2006年11月期間，「永盛文化公園主題規劃委員會」，邀請中華大自然教育推廣協會，公益進行過每月一次的生態調查活動，並開放社區民眾隨行。其調查主要紀錄鳥類、昆蟲及植物三類。一年間前後動員18位成員參與調查，每場均以書面記錄動物的飛翔、停棲、築巢、鳴叫、理羽、求偶、成蟲、產卵等活動，以及植物的開花、花落、結果、再生長等過程:161。
園內觀察到的植物計有36種：水黃皮、樟樹、小葉欖仁、豔紫荊、洋紫荊、黃脈刺桐、雞冠刺桐、茄苳、楓香、白千層、正榕、長梗滿天星、金露花、茉莉花、杜鵑花、含羞草、龍葵、馬纓丹、紫花藿香薊、大花咸豐草、紫艷野牡丹、松葉牡丹、變葉木、南天竹、蛋黃果（仙桃）、酢醬草、綬草、柚子樹、梅樹、日本女貞、豨薟、六月雪、蔓花生、南美蟛蜞菊、紫背草及兩耳草:161。
昆蟲計有29種：台灣紋白蝶、日本紋白蝶、台灣黃蝶、荷氏黃蝶、無尾鳳蝶、青帶鳳蝶、柑橘鳳蝶、沖繩小灰蝶、波紋小灰蝶、琉球紫蛺蝶、蠼螋、孔雀蛺蝶、紅蛺蝶、黑星挵蝶、粉蝶燈蛾、小白紋毒蛾、家長腳蜂、熊蜂、糞金龜、花潛金龜、六條瓢蟲、黃斑椿象、尖頭負蝗、台灣熊蟬、麗蠅、肉蠅、泥大蚊及隱翅蟲:161。 
鳥類計有11種：白頭翁、珠頸斑鳩、樹鵲、綠繡眼、麻雀、紅鳩、喜鵲、家燕、洋燕、灰椋鳥及紅嘴黑鵯:161。 
另有兩棲爬蟲類1種：斯文豪氏攀蜥:161。

## 文化活動

### 永盛文化獎
2005年起，因中山區志編纂委員需作耆老訪問、田野調查，經時任台北市立新興國中校長建議，設「永盛文化獎學金」，授與各校師生，以扎根學子認識文化。得獎師生可能獲邀聚餐、參訪本地名勝古蹟，或出國參訪世界遺產（已有四位國中、高中老師獲得，各2萬元的補助款） :87 。

### 文化牆

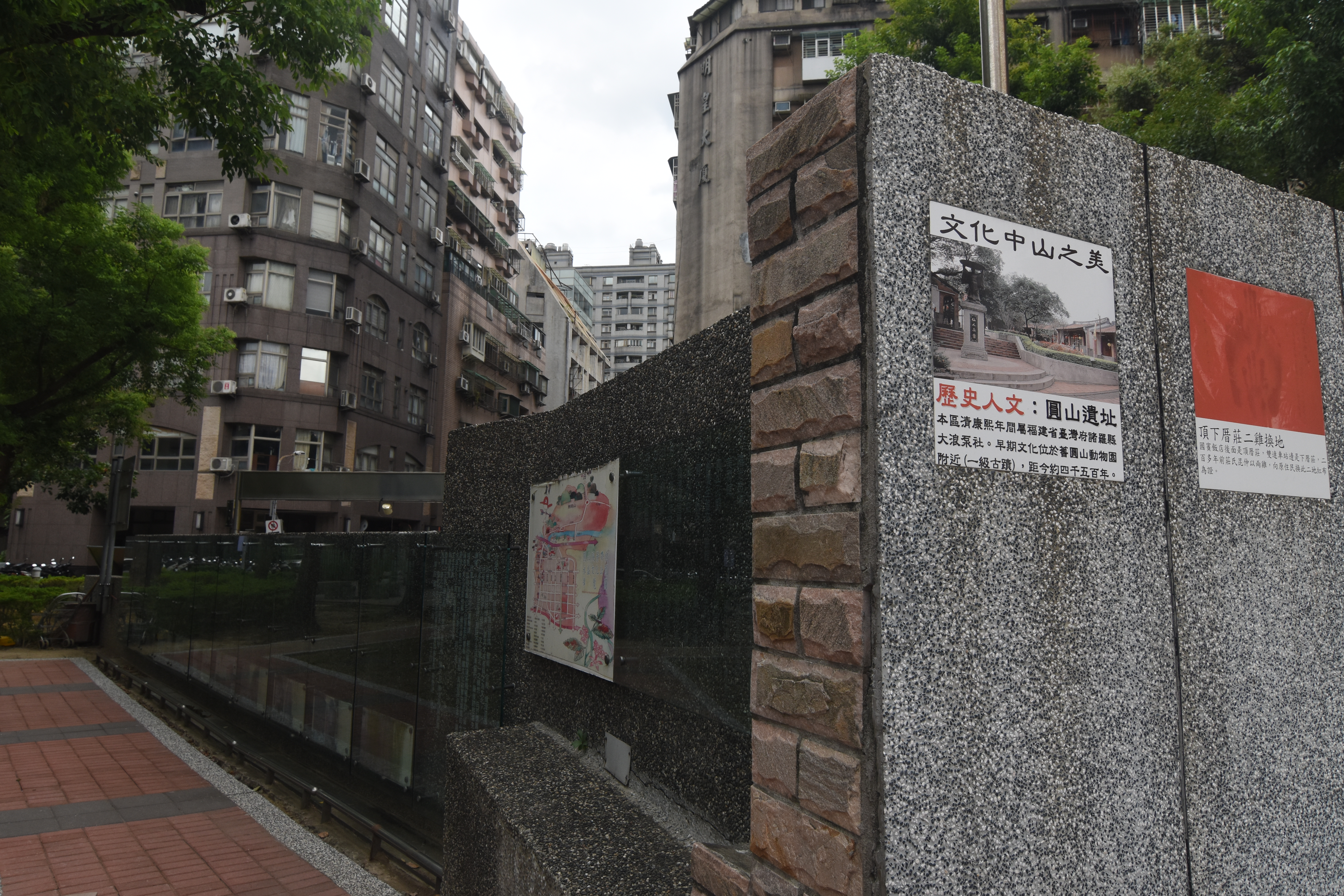
文化牆10米厘強化玻璃刊刻鄉土文化典故。

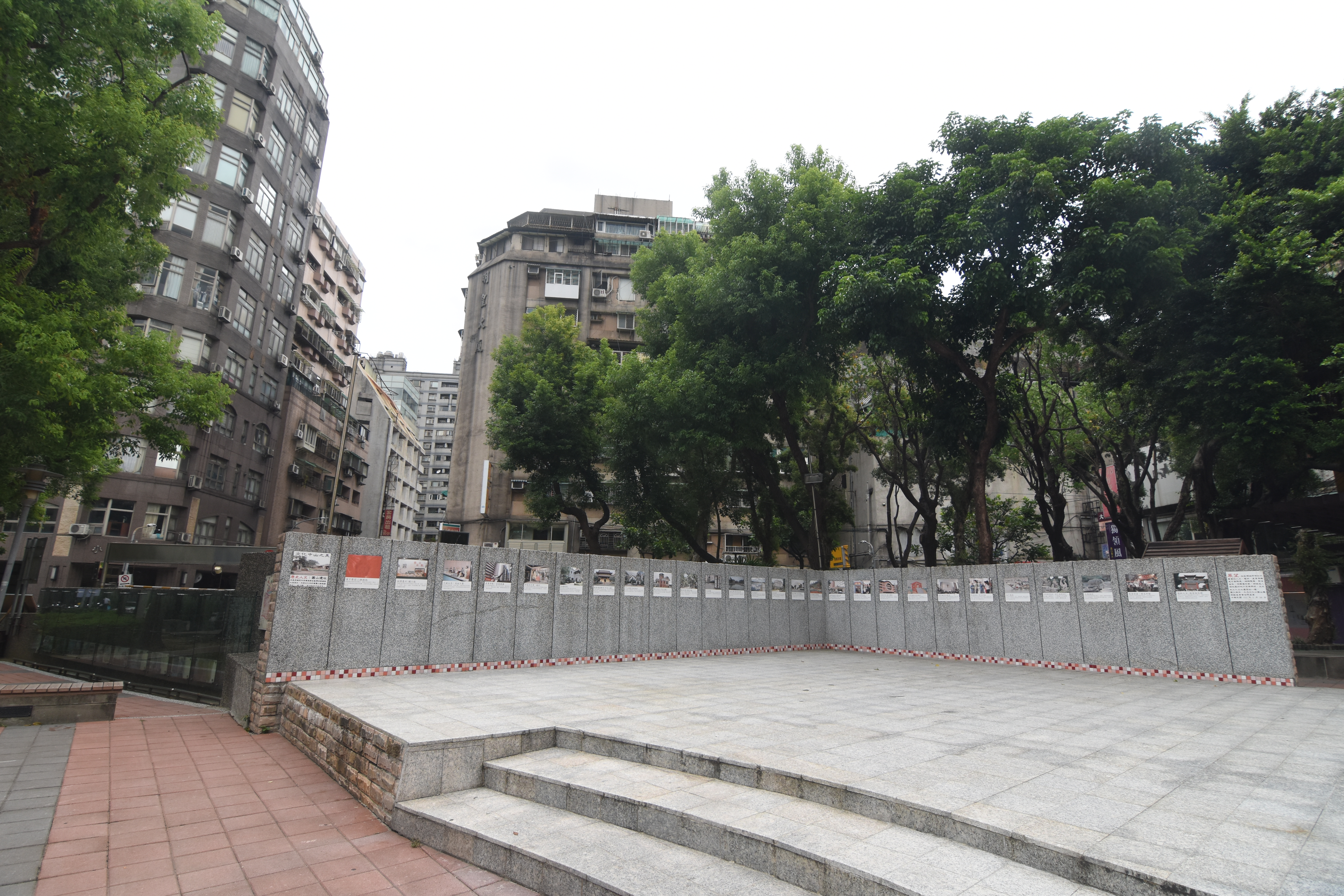
文化牆2燒製40X40公分磁磚刊刻鄉土文化故事。

公園地下停車場興建時，由當時的中山區王鴻裕區長等爭取於出入口右側設置一面文化牆，並邀請永盛文化公園主題規畫委員會撰文。該牆長11公尺，裝置10米厘厚強化玻璃，刊刻鄉土文化特色，如台灣的誕生與八景、圓山文化遺址與台北的興起、圓山風景帶及傳統文化之美等。全文約五千字，並配有照片18張。2015年台北市政府社會局計畫整修公園時，由當時的林秉鐘區長等爭取在原牆右側轉角處設置第2文化牆，並邀請永盛文化公園主題規畫委員會撰文。該牆為L形，使用多個長寬均為40公分的磁磚刊刻鄉土文化故事:161。

### 影音光碟出版
王鴻裕於台北市中山區區長任內時，指導社區進行田野調查及耆老訪問，由永盛公園主體規畫委員會，撰稿腳本、委託專業公司拍攝、錄音、旁白等，製成21分鐘短片，影音光碟1200份發行，內容為介紹北市發展歷史，配合文化牆及文化護照、文化郵戳等活動進行文化推廣:161 。

### 國際文化交流
永盛公園相關文化活動產出的摺頁、光碟、鄉土郵票、書籍等，自2005年起陸續送交多個國家或不同縣市的文化單位，進行文化交流:161。